# John Nicks
John Allen Wisden Nicks (ur. 22 kwietnia 1929 w Brighton) – brytyjski łyżwiarz figurowy, trener.
John Nicks jako solista zdobył mistrzostwo Wielkiej Brytanii juniorów (1947), a razem ze swoją siostrą Jennifer byli sześciokrotnymi mistrzami Wielkiej Brytanii (1947), 1948, 1949, 1950, marzec 1952, grudzień 1952), mistrzami Europy (1953) i mistrzami świata (1953).
John Nicks od 1961 mieszka w Los Angeles i pracuje jako trener. Niektórzy łyżwiarze figurowi, których John Nicks był trenerem to:
- Randy Gardner i Tai Babilonia,
- Tiffany Chin,
- Christopher Bowman,
- Natasha Kuchiki,
- Jenni Meno i Todd Sand,
- Kristi Yamaguchi i Rudy Galindo,
- Naomi Nari Nam,
- Sasha Cohen.

## Nagrody i odznaczenia
- Światowa Galeria Sławy Łyżwiarstwa Figurowego – 2000[1]
- Amerykańska Galeria Sławy Łyżwiarstwa Figurowego – 1993[2]